# Steven Rudich
Steven Rudich (4 de octubre de 1961-29 de octubre de 2024) fue un informático y profesor estadounidense de la Escuela de Ciencias de la Computación de la Universidad Carnegie Mellon. 

## Biografía
En 1994 junto con Alexander Razborov demostró que una gran clase de argumentos combinatoriales, denominados pruebas naturales, eran improbables para responder a muchos importantes problemas de la complejidad computacional. Por este trabajo, recibieron el Premio Gödel en 2007.
Fue editor del Journal of Cryptology, así como un consumado ilusionista.